# もものかんづめ
『もものかんづめ』は、漫画家・さくらももこによる初のエッセイで、初期三部作、または『もものかんづめ』三部作の第一作。1991年3月25日に集英社から刊行され、のちに2001年3月25日に集英社文庫により文庫化。文庫版には「巻末お楽しみ対談」と題した、さくらももことお茶の水女子大学教授(対談時での肩書き)・土屋賢二による対談が収録されている。
単行本・文庫版合わせて累計250万部を販売するベストセラーとなった。

## 収録内容
奇跡の水虫治療（『青春と読書』1989年8月号初出）
16歳の頃にかかった水虫について、姉への感染や様々な治療法を試みた一年半に及ぶ完治までの悪戦苦闘ぶりを語る。
極楽通い（『青春と読書』1989年9月号初出）
24歳の頃に訪れた健康ランドで“ツボ師”の老婆から受けたマッサージや、後日寝違えた友人と行った鍼灸院での体験談。　
健康食品三昧（『青春と読書』1989年10月号初出）
短大1年生の夏に静岡駅ビル（パルシェ）地下食品街にある健康食品売場でのバイト体験談。及び食品街の他店の店員とのやり取りやそこに現れる3人の“試食魔”について。
明け方のつぶやき（『青春と読書』1989年11月号初出）
17歳の頃に買った“睡眠学習枕”の話や、これまでの人生で買ったムダな買い物について語られている。
メルヘン翁（『青春と読書』1989年12月号初出）
高校2年生の5月に、老衰で亡くなった祖父の葬儀が終わるまでのさくら家の一日の様子。　
恐怖との直面（『青春と読書』1990年1月号初出）
若い頃に遭遇した変質者の話や、その後訪れたタイやニューヨークでの恐怖体験。
サルになった日（『青春と読書』1990年2月号初出）
20歳の冬に盲腸の痛みを注射で散らしたが、その後何となく違和感を感じて医師に相談したせいで精密検査を受けるハメになった話。
無意味な合宿（『青春と読書』1990年3月号初出）
高校1年生の春にHR(ホームルーム)委員を任命され、後日他の学年も参加する「HR委員親睦会」という合宿でのやり取り。
乙女のバカ心（『青春と読書』1990年4月号初出）
高校時代に抱いた異性への想いを、ある男性芸能人に憧れた第一期、空想の理想の男性に夢中になった第二期、別の高校の男子生徒に片思いした第三期に分けて自嘲と共に振り返る。
宴会用の女（『青春と読書』1990年5月号初出）
漫画家デビューを経て短大卒業後に働いていた出版社でのOL時代の失敗談や宴席についての話。
意図のない話（『青春と読書』1990年6月号初出）
これまで身近な人から聞いた話などをまとめたショートネタ集。
その1「風船女」
意図のつかめない行動を取る、友人の知人の女の話。
その2「快便の友」
ある日電話をしてきた友人から伝えられた大便の話。
その3「オオサンショウウオ」
「俺は川で大物のオオサンショウウオを捕まえたことがある」と豪語する田舎育ちの男の話。
その4「ヤキイモジュース」
(本作執筆の)3年前に友人が買ったという、ヤキイモジュースなる市販のジュースについて。
その5「四ツ谷駅の男」
ある昼下がりに知人が四ツ谷駅のホームで遭遇した、酔っぱらい男の話。
その6「オヤジの遺言」
さくらの同級生が高校時代に父親の臨終に立ち会った時の様子。
その7「青山のカフェ」
過去に喫茶店で恋人から別れ話をされたさくらと、隣のテーブル席に居合わせたサラリーマンの話。
スズムシ算（『小説すばる』1987年創刊冬季号初出）
実家で暮らしていた頃に家族でスズムシを飼い、その虫たちの暮らしぶりを書いたもの。
底なし銭湯（『小説すばる』1988年夏季号初出）
ある日さくらが行ったハイテクな銭湯と、なんの変哲もない銭湯で見つけた“底なしの銭湯”について。
金持ちの友人（『小説すばる』1989年冬季号初出）
小学生時代、中学生時代、最近(本作執筆時)にそれぞれ出会った金持ちの友人の話。
週刊誌のオナラ（『小説すばる』1990年11月号初出）
最初の夫との婚姻時である1990年8月頃に、友人である男性芸能人との関係を“不倫疑惑”として報じた週刊誌に対する批判。
結婚することになった（『小説すばる』1990年12月号初出）
1988年秋に恋人(最初の夫)との結婚を決めてから、お互いの実家への挨拶まわりや後日行われた披露宴までの様子。
その後の話
本作の全エピソードのこぼれ話やそれぞれの話に対する感想などについて。

### 文庫版
文庫版には上記の内容に加え、以下のおまけがある。
巻末お楽しみ対談・土屋賢二（お茶の水女子大学教授〈肩書は当時〉）+さくらももこ
さくらの子供時代の話、両親の話、彼女の持つ文章のセンスのよさや洞察力の鋭さなどについて語られている。

## 書誌情報
- 単行本：1991年03月25日発売、集英社、ISBN 978-4-08-772783-8
- 文庫本：2001年03月25日発売、集英社文庫、ISBN 978-4-08-747299-8
  - イラストレーション／さくらももこ、カバーデザイン／明比朋三、本文レイアウト／祖父江慎
- オーディオブック：2021年4月2日発売、オトバンク[4]
  - 朗読：TARAKO

### 注
1. ↑  漫画版『ひとりずもう』の短大編では、ハチミツ屋に変更されている。
2. ↑  「眠りながら単語などの暗記ができる」との謳い文句で宣伝された枕。
3. ↑  後に、学友の浜崎憲孝が彼女の実家の片付けを手伝った時に、この枕を発見されている（『はまじとさくらももこと三年四組』より。）
4. ↑  一応漫画「ちびまる子ちゃん」の友蔵のモデルだが、実際のさくらの祖父が同作の友蔵とは似ても似つかぬ人物であることが当エピソードで語られている
5. ↑  漫画『ほのぼの劇場』「みつあみのころ」では、本章と大筋では同じ内容が描かれているが、後年発表された『ひとりずもう』では、エッセイ版・漫画版とも、（特に第三期の失恋に至る経緯で）本章と矛盾する内容となった。当時書いていた詩に関しては、『ほのぼの劇場』「盲腸の朝」に共通する内容が見られる。
6. ↑  当時「さよなら人類」の曲で人気となっていたバンド・たまの知久寿焼。